# 石井俊樹
石井 俊樹（いしい としき、1956年11月26日 - ）は、日本の実業家。カスミ代表取締役社長を務めた。

## 人物・経歴
茨城県出身。1979年日本大学経済学部卒業、カスミ入社。2007年カスミ取締役執行役員フードスクエア運営事業本部マネジャー。2012年カスミ常務取締役販売統括本部マネジャー。2017年からカスミ代表取締役社長を務め、2019年には本社のある茨城県と包括連携協定を締結した。2020年カスミ相談役に退いた。